# Constantin N. Șuțu

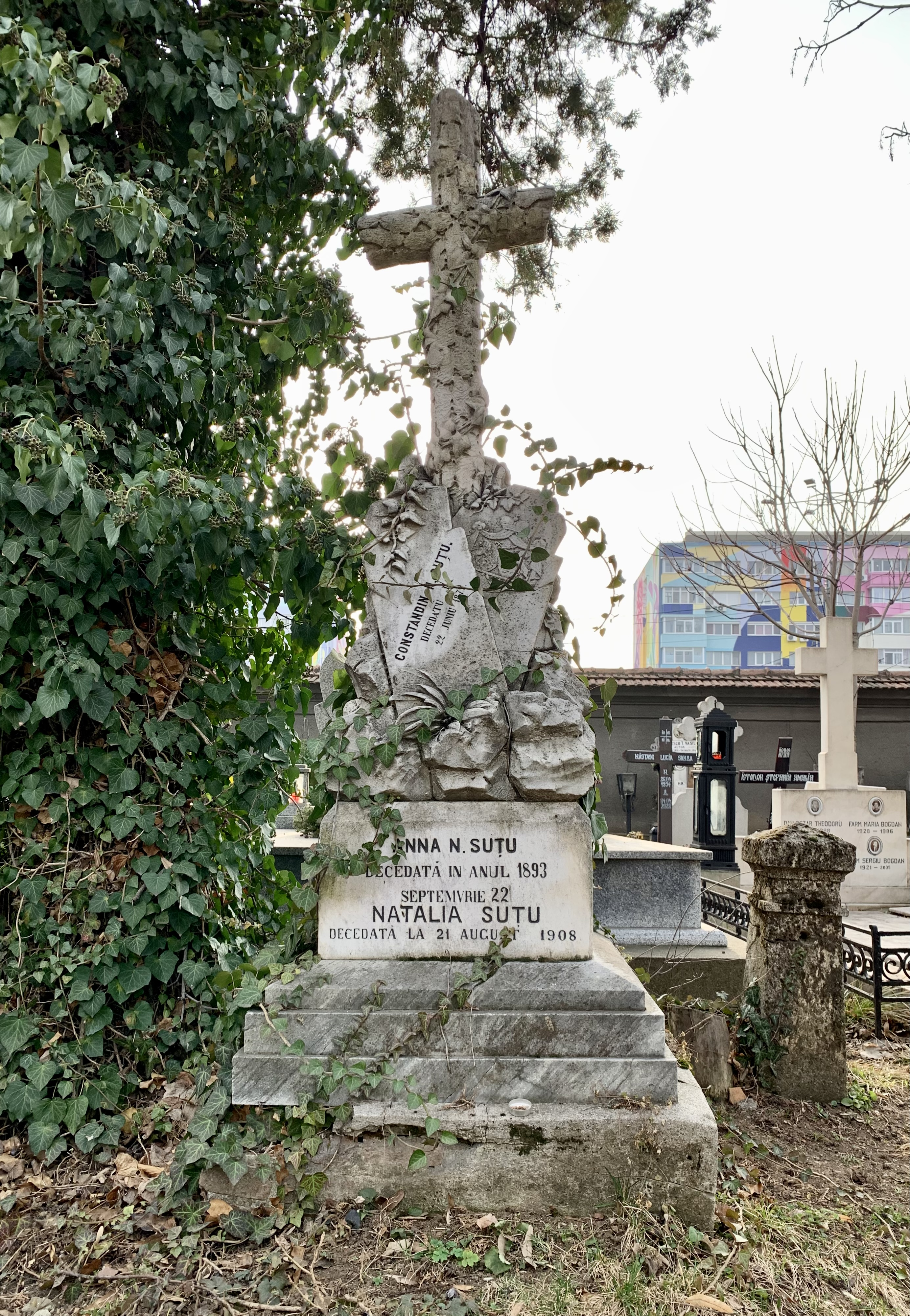
Mormântul lui Constantin Șuțu din Cimitirul Bellu din București

Constantin N. Șuțu (n. secolul al XIX-lea – d. 1879) a fost un politician român din secolul al XIX-lea, ministrul Lucrărilor Publice în guvernul Alexandru C. Moruzi format la Iași, între 5 octombrie 1861 și 22 ianuarie 1862, după Mica Unire, dar înainte de unirea administrativă a Principatelor Române.